# Economia Rwandei
În condițiile în care Rwanda este țara cea mai dens populată din Africa, 90% din populația activă lucrează în agricultura (în special agricultura de subzistență). Cu o climă secetoasă ce afectează întreaga economie, fără o ieșire la mare și cu puține resurse naturale de importanță, Rwanda are o dezvoltare tehnologică slabă și un nivel ridicat de sărăcie.
În domeniul agricol, economia Rwandei se bazează pe exportul de cafea și ceai, iar în domeniul extracției miniere, cea de a doua activitate economică a țării, principalele resurse extrase sunt casiteritul, staniul și cantități mici de beriliu. Principalul partener comercial îl reprezintă Kenya.

## Agricultură
Deoarece agricultura țării a depins mult timp de culturile de cafea, căderea prețurilor internaționale la cafea în 1989 a generat o scădere mare a puterii de cumpărare și a provocat creșterea tensiunilor interne. Drept urmare, genocidul din 1994 a făcut ca economia să sufere foarte mult din cauza pierderii enorme de vieții umane, distrugerii infrastructurii țării, jafurilor și abandonării culturilor. Acest lucru a provocat o scădere uriașă de PIB și a distrus capacitatea țării în atragerea investițiilor. În prezent economia a recuperat nivelurile de dinainte de război.

## Generalități
Rwanda are condiții dificile de dezvoltare a economiei, din cauza următorilor factori:
- densitatea mare a populației
- dominanța finanțării cu ajutor din afară a agriculturii
- resurse naturale epuizate
- o structură subdezvoltată a sectorului industrial
- o piață de desfacere fragmentată și îngrădită de un sistem de legi rigide
- conflicte regionale ca urmare a războiului civil, a masacrului din 1994 și a sărăcirii populației
- ajutorul din afară (307,4 milioane de dolari) insuficient pentru redresarea economiei
- insuficiența drumurilor amenajate sau a mijloacelor de transport